# Contea di Lyon (Kansas)
La contea di Lyon, in inglese Lyon County, è una contea dello Stato del Kansas, negli Stati Uniti. La popolazione al censimento del 2000 era di 35 935 abitanti. Il capoluogo di contea è Emporia.